# Jacob Friis
Jakob Johan Sigfrid Friis, född 27 april 1883 i Røros, död 12 december 1956, var en  norsk politiker för Arbeiderpartiet och Norges Kommunistiska Parti.